# Karlsruher Institut für Technologie
Karlsruher Institut für Technologie (KIT) (tidigare Universität Karlsruhe (TH) och Fridericiana) är ett tekniskt universitet i Karlsruhe i Baden-Württemberg, grundades 1825 och är Tysklands äldsta tekniska högskola och anses som ett av de mest prestigefyllda tekniska universiteten i Tyskland och ett av dess ledande forskningsuniversitet.

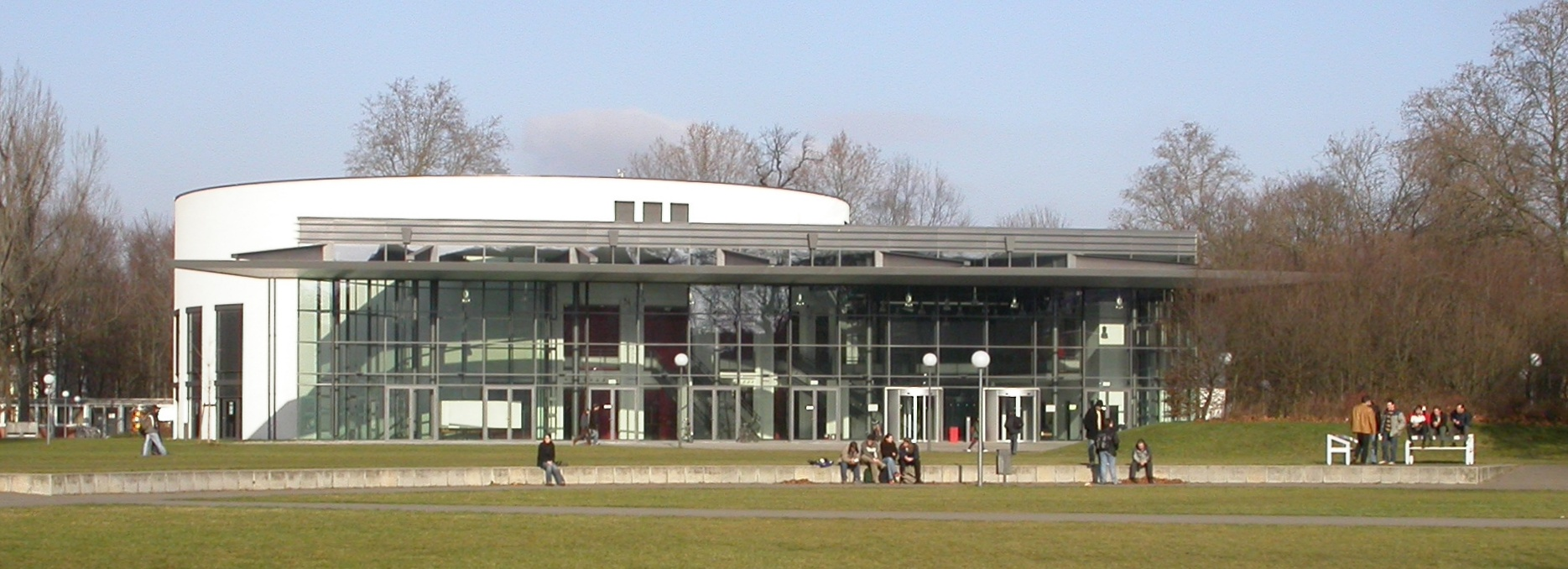
Universitets största auditorium Audimax

## Historik
Universität Karlsruhe grundades 1826 av storhertigen Ludvig I av Baden som ett Polytechnikum; förebild var École polytechnique i Paris. År 1865 upphöjdes skolan av storhertigen Fredrik I av Baden till teknisk högskola, därav namnet Fridericiana som skolan ibland kallas.
År 1888 bevisade Heinrich Hertz existensen av elektromagnetiska vågor i den fortfarande existerande hörsalen. År 1904 antog skolan som första högskola i Tyskland en kvinnlig student att genomgå en fullödig utbildning.
År 1967 bytte högskolan namn till Universität Karlsruhe men begreppet Technische Hochschule (TH) behölls som tillägg. År 2009 gick Universität Karlsruhe (TH) samman med Forschungszentrum Karlsruhe och bildade Karlsruher Institut für Technologie.
Institutet är medlem i TU 9.